# Ptolemäen
Die Ptolemäen (Ptolemaia) waren eine dem Herrscherkult dienende festliche Veranstaltung im ptolemäischen Ägypten.
Die ersten Ptolemäen wurden nach dem Tod von Ptolemaios I. 282 v. Chr. von seinem Sohn und Nachfolger Ptolemaios II. in Alexandria gegeben. Unter anderem nahmen bei dieser ersten Veranstaltung auch Vertreter aus Athen teil. Seit 279 v. Chr. wurde das Fest wie die Panhellenischen Spiele im vierjährlichen Rhythmus gefeiert. Eingeladen wurde unter anderem der Nesiotenbund. Daraufhin entsandten zahlreiche griechische Poleis regelmäßig Vertreter zur Veranstaltung. Bis 211/10 sind die Ptolemäen in Alexandria belegt.
Das Fest hatte während der Zeit seiner Austragungen einen ähnlich hohen Stellenwert wie die Olympischen Spiele. Wie bei den anderen großen Festen dieser Art gab es musische, athletische und hippische Wettbewerbe. Bei Athenaios ist in gekürzter Form ein ausführlicher Bericht von Kallixeinos von Rhodos, wahrscheinlich von den Ptolemäen 274/74 v. Chr., überliefert. Hier beschreibt er ein farbenprächtiges Fest mit 6000 Teilnehmern, 2000 Opfertieren und einer Heeresparade von 80.800 Mann.
Ptolemäen wurden auch an anderen Orten eingerichtet. Es gab selbst an Orten Feste, die nicht von den Ptolemäern abhängig waren. In Athen feierte man Ptolemäen von 83 v. Chr. bis 24 v. Chr. Auf Delos veranstaltete der Nesiotenbund Ptolemäen, die auch auf Lesbos (in Eresos und Methymna) und Erythrai begangen wurden.